# Leandra adamantinensis
Leandra adamantinensis är en tvåhjärtbladig växtart som beskrevs av Alexander Curt Brade. Leandra adamantinensis ingår i släktet Leandra och familjen Melastomataceae. Inga underarter finns listade i Catalogue of Life.